# カタロニアン・シープドッグ

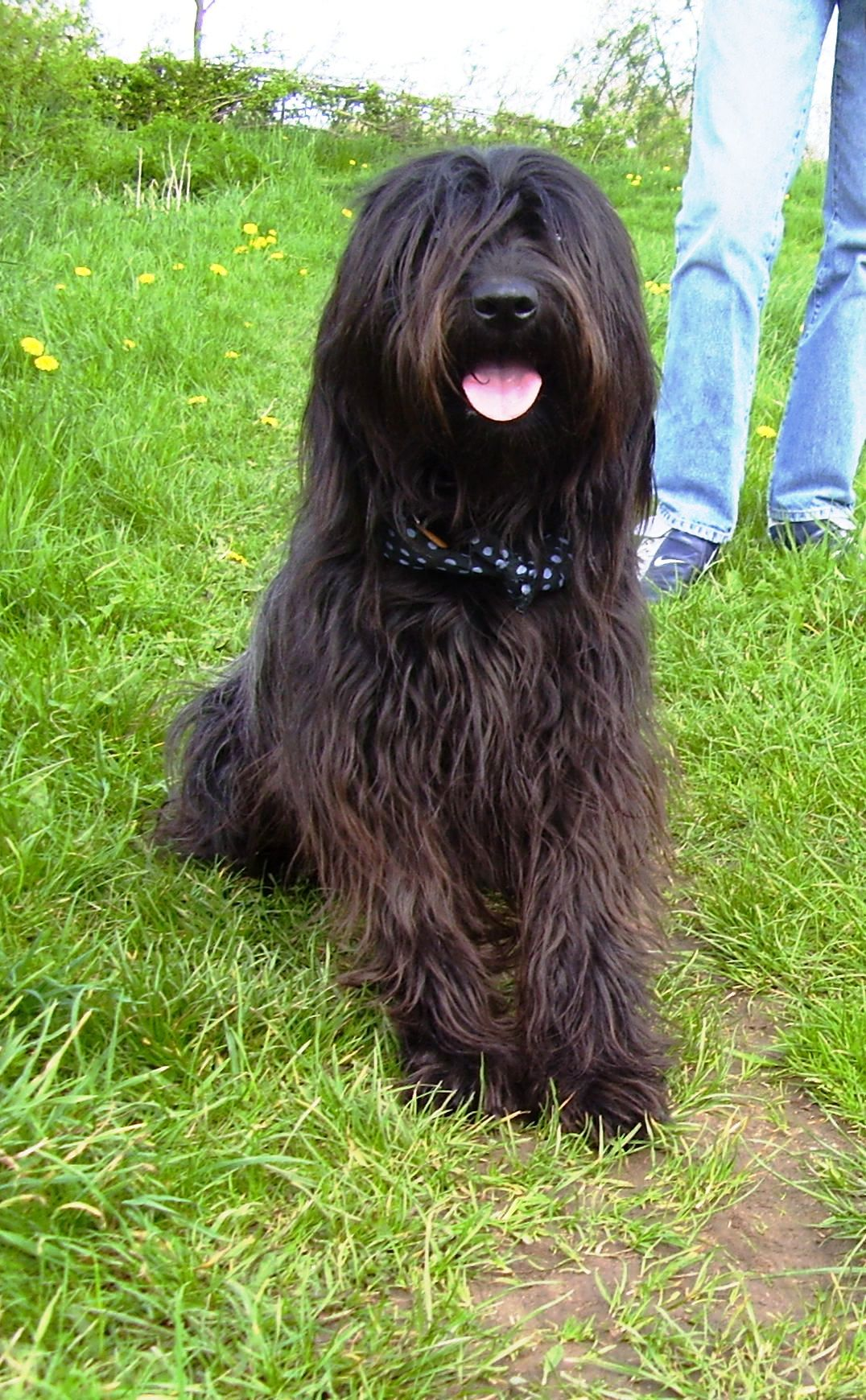
カタロニアン・シープドッグ

カタロニアン・シープドッグ（英：Catalnian Sheepdog）は、スペインのカタルーニャ地方原産の牧羊犬種のひとつである。

## 概要
別名はカタロニアン・シェパード（英：Catalonian Shepherd）、カタロニアン・シェパード・ドッグ（英：Catalonian Shepherd Dog）、カタラン・シェパード（英：Catalan Shepherd）、カタラン・シェパード・ドッグ（英：Catalan Shepherd Dog）、カタラン・シープドッグ（英：Catalan Sheepdog）、カタロニアン・ヘルダー（英：Catalonian Herder）、カタラーンセ・ヘルデルホント（英：Catalaanse Herderhond）、ゴス・ダトゥラ（英：Gos d'Atura）、ゴス・ダトゥラ・カタラ（英：Gos d'Atura Catala）、ペロ・デ・パストール・カタラン（英：Perro de Pastor Catalan）、ペロ・デ・パストール・カタラン＝デ・ペロ・ラルゴ（英：Perro dePastor Catalan de Pelo Largo）など。
ちなみに、このように異称や異スペルが多い犬種は長い歴史を持っていたり、さまざまな地域や多文化国で作出・使役されていたことを表している。
ショートコーテッド・カタロニアン・シープドッグはこれの短毛種である。

## 歴史
古代ローマ時代にローマ人がイベリア半島を征服したとき、既に種として存在していた非常に古い犬種である。しかし、長らくスタンダード（犬種基準）がはっきりと定められておらず能力を中心とした繁殖が行われていて、スタンダードが制定されたのは1929年と遅い。
主に羊を誘導する牧羊犬として使われていたが、力と勇気があり機転もよく効くことから、肉牛を誘導する牧牛犬、馬を誘導する牧馬犬（ぼくばけん）、などとしても使われる。又、世界大戦やスペイン内戦が起こった際には軍用犬として徴兵されてきた経緯もある。軍用犬としてはメッセージや補給弾丸を運ぶ伝令犬や、負傷した仲間兵士を探して救急箱を渡し、仲間にそれの居場所を伝える救助犬などとして使役された。このように軍用犬として役割を果たし、戦時中も繁殖が推薦されてきたため、頭数が大幅に減少することはなく今日まで生き延びている。
FCI公認犬種となった現在、カタルーニャ地方やスペイン国外でも人気が出てきている。ヨーロッパではペットやショードッグとしてだけではなく、アジリティーなどのドッグスポーツをさせるためのスポーツドッグとしても非常に人気が高い。カタルーニャ地方では人気が特に顕著で、多く飼育されていて街中でもよく見かけることができるといわれている。しかし、ヨーロッパ以外では知名度が低く、希少な存在となっている。

## 特徴
全身をウエーブがかった柔らかいシャギーコート（むく毛）で覆われた犬種である。口髭や顎鬚、眉毛も豊かである。毛色はピュアホワイト（純白）、ホワイト、ミルク、クリームといった白系のものが好まれているが、フォーン、トーニー、タン、ブリンドル、ブラック・アンド・タン、グリズルなど、さまざまなカラーバリエーションがある。尚、白系の毛色のもののほとんどは若干グレーなどの色が混じっている。
筋肉質の引き締まった体つきで、胴がやや長めだが非常に身体能力が高い。耳は垂れ耳、尾はふさふさした垂れ尾だが、かつては耳は断耳して立たせ、尾は10cm程度の長さに断尾されることが多かった。マズルは短めで、目と鼻は黒々している。体高は雄47〜55cmで雌45〜53cm、体重は雄18kg前後で雌は16kg前後の中型犬である。性格は知的で活発、外交的で陽気、人懐こい。初対面の人や犬に対しては仕事柄により警戒心が強いが、一度打ち解けてしまえばすぐに仲良く友好的に接するようになる。学習力が優れ、しつけの飲み込みは非常に早い。状況判断力も優れていて、とっさのときの判断も早い。家庭犬としても最適で、子供に対しても寛容である。運動量は大めで、通常の散歩に加えてドッグランなどでの自由運動なども必要とする。かかりやすい病気は高温多湿の環境で飼育した際に起こりやすい皮膚疾患、運動のし過ぎにより起こりやすい関節疾患などがある。

## 登場作品
- 大佐：101匹わんちゃんに登場する。
- アインシュタイン／コペルニクス：バック・トゥ・ザ・フューチャーに登場する。